# Campionatul European de Handbal Masculin din 2006

Logo

Campionatul European de handbal masculin 2006 a fost a 7-a ediție organizată de IHF  și a avut loc în perioada 26 Ianuarie - 5 februarie 2004 în orașele  Basel, Berna, Lucerna, St. Gallen și Zürich din Elveția. Franța a câștigat turneul, Spania locul al doilea și Danemarca locul al treilea. Franța și Spania joacă împreună finala, dar Franța câștigă la diferență de opt goluri. Apărarea Franței a primit cele mai puține goluri pe meci în întregul turneu, 192 goluri  în opt meciuri. Gazdele Elveția a fost eliminată la prima etapă din grupă, în timp ce Danemarca a terminat al treilea și al patrulea Croația pentru a se califica direct pentru Campionatul Mondial 2007, împreună cu Franța.

## Grupa preliminară
Primele trei echipe din fiecare grupă se califică în runda principală.

### Grupa A
| Echipa   | M | V | E | Î | GM | GP | G   | Pct |
| -------- | - | - | - | - | -- | -- | --- | --- |
| Slovenia | 3 | 3 | 0 | 0 | 95 | 85 | +10 | 6   |
| Polonia  | 3 | 1 | 1 | 1 | 93 | 88 | +5  | 3   |
| Ucraina  | 3 | 1 | 0 | 2 | 92 | 86 | +6  | 2   |
| Elveția  | 3 | 0 | 1 | 2 | 86 | 97 | −11 | 1   |

| 26 ianuarie 2006 17:30 | Polonia                               | 33 - 24 | Ucraina                                | Kreuzbleichhalle, St. Gallen Asistență: 3500 |
| 26 ianuarie 2006 17:30 | Karol Bielecki 8 Patryk Kuchczynski 5 | (19-13) | Mykola Stetsyura 7 Sergiy Shel'menko 7 | Kreuzbleichhalle, St. Gallen Asistență: 3500 |
| 26 ianuarie 2006 17:30 | 2× 3×                                 | report  | 1× 3×                                  | Kreuzbleichhalle, St. Gallen Asistență: 3500 |

| 26 ianuarie 2006 20:15 | Slovenia                                                    | 29 - 25 | Elveția                            | Kreuzbleichhalle, St. Gallen Asistență: 3500 |
| 26 ianuarie 2006 20:15 | Siarhei Rutenka 7 (2) Zoran Jovičič 5 (3) Renato Vugrinec 5 | (16-13) | Thomas Gautschi 7 Manuel Liniger 6 | Kreuzbleichhalle, St. Gallen Asistență: 3500 |
| 26 ianuarie 2006 20:15 | 4× 3×                                                       | report  | 4× 2×                              | Kreuzbleichhalle, St. Gallen Asistență: 3500 |

| 28 ianuarie 2006 16:15 | Elveția                                                                  | 31 - 31 | Polonia                                                                                             | Kreuzbleichhalle, St. Gallen Asistență: 3500 |
| 28 ianuarie 2006 16:15 | Martin Engeler 9 (3) Thomas Gautschi 6 Pascal Jenny 6 Andre Schmid 5 (1) | (16-17) | Piotr Obrusiewicz 6 (5) Karol Bielecki 5 (1) Bartosz Jurecki 5 Marcin Lijewski 5 Grzegorz Tkaczyk 5 | Kreuzbleichhalle, St. Gallen Asistență: 3500 |
| 28 ianuarie 2006 16:15 | 3×                                                                       | report  | 4× 3×                                                                                               | Kreuzbleichhalle, St. Gallen Asistență: 3500 |

| 28 ianuarie 2006 18:30 | Ucraina                                                                                    | 31 - 33 | Slovenia                                                         | Kreuzbleichhalle, St. Gallen Asistență: 2800 |
| 28 ianuarie 2006 18:30 | Ruslan Prudius 7 Sergiy Shel'menko 6 Yuriy Kostetskiy 5 (2) Vitaliy Nat 5 Yuriy Petrenko 5 | (17-16) | Siarhei Rutenka 9 (2) Uroš Zorman 6 Vid Kavtičnik 5 Jure Natek 5 | Kreuzbleichhalle, St. Gallen Asistență: 2800 |
| 28 ianuarie 2006 18:30 | 11× 2× 1×                                                                                  | report  | 8× 3×                                                            | Kreuzbleichhalle, St. Gallen Asistență: 2800 |

| 29 ianuarie 2006 14:00 | Slovenia                                                                | 33 - 29 | Polonia              | Kreuzbleichhalle, St. Gallen Asistență: 2800 |
| 29 ianuarie 2006 14:00 | Siarhei Rutenka 10 (3) Zoran Jovičič 5 (5) Vid Kavtičnik 5 Jure Natek 5 | (16-10) | Karol Bielecki 9 (3) | Kreuzbleichhalle, St. Gallen Asistență: 2800 |
| 29 ianuarie 2006 14:00 | 6× 3×                                                                   | report  | 6× 2×                | Kreuzbleichhalle, St. Gallen Asistență: 2800 |

| 29 ianuarie 2006 16:15 | Elveția                            | 30 - 37 | Ucraina                                                                             | Kreuzbleichhalle, St. Gallen Asistență: 3500 |
| 29 ianuarie 2006 16:15 | Marco Kurth 6 Martin Engeler 6 (5) | (14-21) | Igor Andryushchenko 7 Sergiy Shel'menko 7 Mykola Stetsyura 7 Yuriy Kostetskiy 6 (3) | Kreuzbleichhalle, St. Gallen Asistență: 3500 |
| 29 ianuarie 2006 16:15 | 3×                                 | report  | 4× 3×                                                                               | Kreuzbleichhalle, St. Gallen Asistență: 3500 |

### Group B
| Echipa   | M | V | E | Î | GM | GP  | G   | Pct |
| -------- | - | - | - | - | -- | --- | --- | --- |
| Spania   | 3 | 2 | 1 | 0 | 94 | 82  | +12 | 5   |
| Franța   | 3 | 2 | 0 | 1 | 88 | 75  | +13 | 4   |
| Germania | 3 | 1 | 1 | 1 | 87 | 84  | +3  | 3   |
| Slovacia | 3 | 0 | 0 | 3 | 72 | 100 | −28 | 0   |

| 26 January 2006 15:45 | Germania                                           | 31 - 31 | Spania                                                | St. Jakobshalle, Basel Asistență: 5900 |
| 26 January 2006 15:45 | Pascal Hens 9 Christian Zeitz 6 Andrej Klimovets 5 | (16-15) | Albert Rocas 6 (2) Iker Romero 6 (3) Rolando Uríos9 6 | St. Jakobshalle, Basel Asistență: 5900 |
| 26 January 2006 15:45 | 5× 3×                                              | report  | 2×                                                    | St. Jakobshalle, Basel Asistență: 5900 |

| 26 ianuarie 2006 18:00 | Franța                            | 35 - 21 | Slovacia | St. Jakobshalle, Basel Asistență: 4800 |
| 26 ianuarie 2006 18:00 | Joel Abati 6 (2) Bertrand Gille 5 | (19-9)  |          | St. Jakobshalle, Basel Asistență: 4800 |
| 26 ianuarie 2006 18:00 | 2× 3×                             | report  | 4× 3×    | St. Jakobshalle, Basel Asistență: 4800 |

| 28 ianuarie 2006 14:00 | Slovacia                                | 26 - 31 | Germania                           | St. Jakobshalle, Basel Asistență: 6300 |
| 28 ianuarie 2006 14:00 | Radoslav Antl 6 (1) Rastislav Tabačko 5 | (15-18) | Andrej Klimovets 7 Michael Kraus 5 | St. Jakobshalle, Basel Asistență: 6300 |
| 28 ianuarie 2006 14:00 | 2× 3×                                   | report  | 6× 3×                              | St. Jakobshalle, Basel Asistență: 6300 |

| 28 ianuarie 2006 16:15 | Spania                                                     | 29 - 26 | Franța                                 | St. Jakobshalle, Basel Asistență: 5900 |
| 28 ianuarie 2006 16:15 | Iker Romero 10 (2) Albert Rocas 7 (4) Alberto Entrerríos 5 | (17-9)  | Nikola Karabatic 10 Jerome Fernandez 7 | St. Jakobshalle, Basel Asistență: 5900 |
| 28 ianuarie 2006 16:15 | 3×                                                         | report  | 2× 3×                                  | St. Jakobshalle, Basel Asistență: 5900 |

| 29 ianuarie 2006 15:15 | Germania           | 25 - 27 | Franța                                                        | St. Jakobshalle, Basel Asistență: 6600 |
| 29 ianuarie 2006 15:15 | Andrej Klimovets 6 | (11-13) | Michaël Guigou 6 (4) Daniel Narcisse 5 Jerome Fernandez 5 (1) | St. Jakobshalle, Basel Asistență: 6600 |
| 29 ianuarie 2006 15:15 | 4× 2×              | report  | 4× 2×                                                         | St. Jakobshalle, Basel Asistență: 6600 |

| 29 ianuarie 2006 17:30 | Spania           | 34 - 25 | Slovacia                          | St. Jakobshalle, Basel Asistență: 5500 |
| 29 ianuarie 2006 17:30 | Rubén Garabaya 8 | (15-10) | Martin Straňovský 8 Ján Kolesár 6 | St. Jakobshalle, Basel Asistență: 5500 |
| 29 ianuarie 2006 17:30 | 5× 2× 1×         | report  | 6× 3×                             | St. Jakobshalle, Basel Asistență: 5500 |

### Grupa C
| Echipa               | M | V | E | Î | GM | GP | G  | Pct |
| -------------------- | - | - | - | - | -- | -- | -- | --- |
| Danemarca            | 3 | 2 | 1 | 0 | 90 | 82 | +8 | 5   |
| Islanda              | 3 | 1 | 1 | 1 | 95 | 94 | +1 | 3   |
| Serbia și Muntenegru | 3 | 1 | 0 | 2 | 89 | 93 | −4 | 2   |
| Ungaria              | 3 | 1 | 0 | 2 | 84 | 89 | −5 | 2   |

| 26 January 2006 18:00 | Iugoslavia                                                                        | 31 - 36 | Islanda                                                                           | Stadthalle, Sursee Asistență: 2500 |
| 26 January 2006 18:00 | Milorad Krivokapić 7 Žikica Milosavljević 5 (3) Ratko Nikolić 5 Vladimir Petrić 5 | (11-16) | Guðjón Valur Sigurðsson 10 (3) Snorri Steinn Guðjónsson 9 (5) Ólafur Stefánsson 8 | Stadthalle, Sursee Asistență: 2500 |
| 26 January 2006 18:00 | 9× 3×                                                                             | report  | 6× 3×                                                                             | Stadthalle, Sursee Asistență: 2500 |

| 26 ianuarie 2006 20:15 | Danemarca             | 29 - 25 | Ungaria                        | Stadthalle, Sursee Asistență: 2500 |
| 26 ianuarie 2006 20:15 | Joachim Boldsen 6 (1) | (12-8)  | Dániel Buday 9 (3) Gyula Gál 6 | Stadthalle, Sursee Asistență: 2500 |
| 26 ianuarie 2006 20:15 | 5× 3×                 | report  | 3×                             | Stadthalle, Sursee Asistență: 2500 |

| 27 ianuarie 2006 18:00 | Ungaria                           | 24 - 29 | Iugoslavia                                                          | Stadthalle, Sursee Asistență: 2500 |
| 27 ianuarie 2006 18:00 | Gergő Iváncsik 6 Tamás Iváncsik 5 | (12-13) | Žikica Milosavljević 8 (2 pen) Momir Ilić 6 (3) Dragan Sudžum 6 (1) | Stadthalle, Sursee Asistență: 2500 |
| 27 ianuarie 2006 18:00 | 5× 2× 1×                          | report  | 9× 3×                                                               | Stadthalle, Sursee Asistență: 2500 |

| 27 ianuarie 2006 20:15 | Islanda                                         | 28 - 28 | Danemarca                       | Stadthalle, Sursee Asistență: 2500 |
| 27 ianuarie 2006 20:15 | Snorri Steinn Guðjónsson 10 (6) Arnór Atlason 6 | (15-14) | Per Leegård 6 Joachim Boldsen 5 | Stadthalle, Sursee Asistență: 2500 |
| 27 ianuarie 2006 20:15 | 4× 3×                                           | report  | 4× 3×                           | Stadthalle, Sursee Asistență: 2500 |

| 29 ianuarie 2006 18:00 | Ungaria                                         | 35 - 31 | Islanda                                             | Stadthalle, Sursee Asistență: 2400 |
| 29 ianuarie 2006 18:00 | Dániel Buday 9 (3) Gyula Gál 8 Gergő Iváncsik 7 | (16-14) | Snorri Steinn Guðjónsson 10 (4) Róbert Gunnarsson 6 | Stadthalle, Sursee Asistență: 2400 |
| 29 ianuarie 2006 18:00 | 3×                                              | report  | 5× 3×                                               | Stadthalle, Sursee Asistență: 2400 |

| 29 ianuarie 2006 20:15 | Danemarca                             | 33 - 29 | Iugoslavia          | Stadthalle, Sursee Asistență: 2500 |
| 29 ianuarie 2006 20:15 | Søren Stryger 9 (5) Michael Knudsen 7 | (19-12) | Dragan Sudžum 5 (3) | Stadthalle, Sursee Asistență: 2500 |
| 29 ianuarie 2006 20:15 | 6× 2×                                 | report  | 8× 3×               | Stadthalle, Sursee Asistență: 2500 |

### Grupa D
| Echipa     | M | V | E | Î | GM | GP | G   | Pct |
| ---------- | - | - | - | - | -- | -- | --- | --- |
| Rusia      | 3 | 3 | 0 | 0 | 89 | 82 | +7  | 6   |
| Croația    | 3 | 2 | 0 | 1 | 85 | 79 | +6  | 4   |
| Norvegia   | 3 | 1 | 0 | 2 | 86 | 83 | +3  | 2   |
| Portugalia | 3 | 0 | 0 | 3 | 80 | 96 | −16 | 0   |

| 26 ianuarie 2006 17:00 | Croația                            | 24 - 21 | Portugalia          | Wankdorfhalle, Berna Asistență: 2000 |
| 26 ianuarie 2006 17:00 | Mirza Džomba 8 () Petar Metličić 5 | (11-11) | Ricardo Costa 6 (2) | Wankdorfhalle, Berna Asistență: 2000 |
| 26 ianuarie 2006 17:00 | 5× 3×                              | report  | 6× 3×               | Wankdorfhalle, Berna Asistență: 2000 |

| 26 Ianuarie2006 19:10 | Rusia                                       | 24 - 21 | Norvegia                                                  | Wankdorfhalle, Berna Asistență: 2000 |
| 26 Ianuarie2006 19:10 | Vitaliy Ivanov 7 (2) Eduard Kokcharov 6 (4) | (12-10) | Alexander Buchmann 7 (6) Kristian Kjelling 6 Frank Løke 5 | Wankdorfhalle, Berna Asistență: 2000 |
| 26 Ianuarie2006 19:10 | 6× 2×                                       | report  | 8× 2× 1×                                                  | Wankdorfhalle, Berna Asistență: 2000 |

| 27 ianuarie 2006 18:00 | Portugalia                                                   | 32 - 35 | Rusia                                                     | Wankdorfhalle, Berna Asistență: 2400 |
| 27 ianuarie 2006 18:00 | Ricardo Costa 6 (2) David Tavares 6 (2) Eduardo Coelho 5 (1) | (12-18) | Eduard Kokcharov 6 (1) Alexey Peskov 6 Yuriy Egorov 5 (2) | Wankdorfhalle, Berna Asistență: 2400 |
| 27 ianuarie 2006 18:00 | 5× 3×                                                        | report  | 7× 3×                                                     | Wankdorfhalle, Berna Asistență: 2400 |

| 27 ianuarie 2006 20:15 | Norvegia            | 28 - 32 | Croația                                                              | Wankdorfhalle, Berna Asistență: 2500 |
| 27 ianuarie 2006 20:15 | Kristian Kjelling 6 | (14-20) | Ivano Balić 8 Renato Sulić 7 Slavko Goluža 5 (5) Blaženko Lacković 5 | Wankdorfhalle, Berna Asistență: 2500 |
| 27 ianuarie 2006 20:15 | 6× 3×               | report  | 4× 2×                                                                | Wankdorfhalle, Berna Asistență: 2500 |

| 29 ianuarie 2006 17:00 | Croația       | 29 - 30 | Rusia                                        | Wankdorfhalle, Berna Asistență: 2500 |
| 29 ianuarie 2006 17:00 | Ivano Balić 9 | (12-17) | Alexey Rastvortsev 10 Eduard Kokcharov 7 (5) | Wankdorfhalle, Berna Asistență: 2500 |
| 29 ianuarie 2006 17:00 | 5× 3×         | report  | 6× 3×                                        | Wankdorfhalle, Berna Asistență: 2500 |

| 29 ianuarie 2006 19:10 | Portugalia                       | 27 - 37 | Norvegia                                      | Wankdorfhalle, Berna |
| 29 ianuarie 2006 19:10 | Carlos Carneiro 7 Ricardo Dias 6 | (12-17) | Frank Løke 8 Kristian Kjelling 6 Børge Lund 6 | Wankdorfhalle, Berna |
| 29 ianuarie 2006 19:10 | 5× 3×                            | report  | 5× 3×                                         | Wankdorfhalle, Berna |

## Grupa Principală

### Group I
| Echipa   | M | V | E | Î | GM  | GP  | G   | Pct |
| -------- | - | - | - | - | --- | --- | --- | --- |
| Spania   | 5 | 4 | 1 | 0 | 164 | 144 | +20 | 9   |
| Franța   | 5 | 4 | 0 | 1 | 148 | 125 | +23 | 8   |
| Germania | 5 | 3 | 1 | 1 | 160 | 137 | +23 | 7   |
| Slovenia | 5 | 2 | 0 | 3 | 162 | 169 | −7  | 4   |
| Polonia  | 5 | 1 | 0 | 4 | 132 | 154 | −22 | 2   |
| Ucraina  | 5 | 0 | 0 | 5 | 126 | 163 | −37 | 0   |

| 31 ianuarie 2006 15:15 | Ucraina                                 | 22 - 36 | Germania                             | St. Jakobshalle, Basel Asistență: 2000 |
| 31 ianuarie 2006 15:15 | Sergiy Shelmenko 5 Yuriy Petrenko 5 (1) | (13-15) | Florian Kehrmann 9 (1) Pascal Hens 5 | St. Jakobshalle, Basel Asistență: 2000 |
| 31 ianuarie 2006 15:15 | 4× 3×                                   | report  | 4× 2×                                | St. Jakobshalle, Basel Asistență: 2000 |

| 31 ianuarie 2006 17:30 | Slovenia                                | 30 - 34 | Franța                                                       | St. Jakobshalle, Basel Asistență: 1900 |
| 31 ianuarie 2006 17:30 | Miladin Kozlina 8 Siarhei Rutenka 6 (1) | (11-20) | Luc Abalo 8 Joel Abati 5 Nikola Karabatic 5 Bertrand Gille 5 | St. Jakobshalle, Basel Asistență: 1900 |
| 31 ianuarie 2006 17:30 | 5× 3× 1×                                | report  | 3×                                                           | St. Jakobshalle, Basel Asistență: 1900 |

| 31st Ianuarie 2006 20:00 | Polonia                                | 25 - 34 | Spania                                                   | St. Jakobshalle, Basel Asistență: 1800 |
| 31st Ianuarie 2006 20:00 | Marcin Lijewski 5 Karol Bielecki 5 (1) | (15-16) | Albert Rocas 11 (5) Alberto Entrerríos 7 Rolando Urios 5 | St. Jakobshalle, Basel Asistență: 1800 |
| 31st Ianuarie 2006 20:00 | 5× 3×                                  | report  | 3×                                                       | St. Jakobshalle, Basel Asistență: 1800 |

| 1 februarie 2006 15:15 | Slovenia                                 | 33 - 36 | Germania                                                  | St. Jakobshalle, Basel Asistență: 3100 |
| 1 februarie 2006 15:15 | Siarhei Rutenka 10 (5) Renato Vugrinec 7 | (16-20) | Christian Zeitz 8 Torsten Jansen 7 (1) Florian Kehrmann 7 | St. Jakobshalle, Basel Asistență: 3100 |
| 1 februarie 2006 15:15 | 3× 2× 1×                                 | report  | 7× 2×                                                     | St. Jakobshalle, Basel Asistență: 3100 |

| 1 februarie 2006 17:45 | Polonia                                   | 21 - 31 | Franța                            | St. Jakobshalle, Basel Asistență: 3000 |
| 1 februarie 2006 17:45 | Marcin Lijewski 7 (2 pen) Dawid Nilsson 6 | (9-18)  | Olivier Girault 7 (2) Luc Abalo 5 | St. Jakobshalle, Basel Asistență: 3000 |
| 1 februarie 2006 17:45 | 1× 3×                                     | report  | 1× 3×                             | St. Jakobshalle, Basel Asistență: 3000 |

| 1 februarie 2006 20:00 | Polonia                               | 25 - 34 | Spania                         | St. Jakobshalle, Basel Asistență: 1800 |
| 1 februarie 2006 20:00 | Sergiy Shel'menko 5 Mykola Stesyura 5 | (15-16) | Juan García 10 (4) Julio Fis 6 | St. Jakobshalle, Basel Asistență: 1800 |
| 1 februarie 2006 20:00 | 5× 3×                                 | report  | 3×                             | St. Jakobshalle, Basel Asistență: 1800 |

| 2 februarie 2006 15:15 | Polonia                                    | 24 - 32 | Germania                                              | St. Jakobshalle, Basel Asistență: 3100 |
| 2 februarie 2006 15:15 | Karol Bielecki 8 (4 pen) Leszek Starczan 5 | (7-16)  | Florian Kehrmann 9 (1) Torsten Jansen 6 Pascal Hens 5 | St. Jakobshalle, Basel Asistență: 3100 |
| 2 februarie 2006 15:15 | 2× 3×                                      | report  | 2× 3×                                                 | St. Jakobshalle, Basel Asistență: 3100 |

| 2 februarie 2006 17:45 | Ucraina | 20 - 30 | Franța                            | St. Jakobshalle, Basel Asistență: 3000 |
| 2 februarie 2006 17:45 |         | (10-16) | Joel Abati 7 (2) Michael Guigou 5 | St. Jakobshalle, Basel Asistență: 3000 |
| 2 februarie 2006 17:45 | 4× 3×   | report  | 4× 3×                             | St. Jakobshalle, Basel Asistență: 3000 |

| 2 februarie 2006 20:00 | Slovenia                            | 33 - 39 | Spania                                                                | St. Jakobshalle, Basel Asistență: 3100 |
| 2 februarie 2006 20:00 | Siarhei Rutenka 9 (2) Uroš Zorman 5 | (16-19) | Alberto Entrerríos 8 Rolando Urios 8 Albert Rocas 6 (1) Iker Romero 6 | St. Jakobshalle, Basel Asistență: 3100 |
| 2 februarie 2006 20:00 | 6× 3×                               | report  | 5× 3×                                                                 | St. Jakobshalle, Basel Asistență: 3100 |

### Group II
| Echipa               | M | V | E | Î | GM  | GP  | G   | Pct |
| -------------------- | - | - | - | - | --- | --- | --- | --- |
| Croația              | 5 | 4 | 0 | 1 | 155 | 146 | +9  | 8   |
| Danemarca            | 5 | 3 | 1 | 1 | 161 | 147 | +14 | 7   |
| Rusia                | 5 | 3 | 0 | 2 | 143 | 140 | +3  | 6   |
| Islanda              | 5 | 2 | 1 | 2 | 159 | 156 | +3  | 5   |
| Serbia și Muntenegru | 5 | 1 | 0 | 4 | 137 | 157 | −20 | 2   |
| Norvegia             | 5 | 1 | 0 | 4 | 141 | 150 | −9  | 2   |

| 31 ianuarie 2006 15:45 | Islanda                                        | 34 - 32 | Rusia                                                  | Kreuzbleichhalle, St. Gallen Asistență: 2200 |
| 31 ianuarie 2006 15:45 | Guðjón Valur Sigurðsson 11 Ólafur Stefánsson 8 | (17-15) | Eduard Kokcharov 8 (4) Vasily Filippov 7 Oleg Frolov 5 | Kreuzbleichhalle, St. Gallen Asistență: 2200 |
| 31 ianuarie 2006 15:45 | 4× 3×                                          | report  | 6× 2×                                                  | Kreuzbleichhalle, St. Gallen Asistență: 2200 |

| 31 ianuarie 2006 18:00 | Danemarca                             | 30 - 31 | Croația                               | Kreuzbleichhalle, St. Gallen Asistență: 3000 |
| 31 ianuarie 2006 18:00 | Søren Stryger 8 (3) Joachim Boldsen 6 | (14-15) | Petar Metličić 10 Blaženko Lacković 6 | Kreuzbleichhalle, St. Gallen Asistență: 3000 |
| 31 ianuarie 2006 18:00 | 6× 2×                                 | report  | 4× 2×                                 | Kreuzbleichhalle, St. Gallen Asistență: 3000 |

| 31 ianuarie 2006 20:15 | Serbia și Muntenegru | 26 - 25 | Norvegia                                | Kreuzbleichhalle, St. Gallen Asistență: 2900 |
| 31 ianuarie 2006 20:15 | Ratko Nikolić 6      | (15-16) | Kjetil Strand 9 Kristian Kjelling 5 (2) | Kreuzbleichhalle, St. Gallen Asistență: 2900 |
| 31 ianuarie 2006 20:15 | 5× 3×                | report  | 5× 4×                                   | Kreuzbleichhalle, St. Gallen Asistență: 2900 |

| 1 februarie 2006 15:45 | Serbia și Muntenegru | 21 - 29 | Rusia                                | Kreuzbleichhalle, St. Gallen Asistență: 2800 |
| 1 februarie 2006 15:45 |                      | (8-14)  | Denis Krivoshlykov 8 Timur Dibirov 5 | Kreuzbleichhalle, St. Gallen Asistență: 2800 |
| 1 februarie 2006 15:45 | 4× 3×                | report  | 5× 3×                                | Kreuzbleichhalle, St. Gallen Asistență: 2800 |

| 1 februarie 2006 18:00 | Islanda                                       | 28 - 29 | Croația                           | Kreuzbleichhalle, St. Gallen Asistență: 3500 |
| 1 februarie 2006 18:00 | Ólafur Stefánsson 8 Guðjón Valur Sigurðsson 8 | (13-13) | Ivano Balić 9 Blaženko Lacković 9 | Kreuzbleichhalle, St. Gallen Asistență: 3500 |
| 1 februarie 2006 18:00 | 6× 3×                                         | report  | 11× 3× 2×                         | Kreuzbleichhalle, St. Gallen Asistență: 3500 |

| 1 februarie 2006 20:15 | Danemarca                                | 35 - 31 | Norvegia                                          | Kreuzbleichhalle, St. Gallen Asistență: 3000 |
| 1 februarie 2006 20:15 | Jesper Jensen 8 (5) Lars Rasmussen 7 (4) | (17-15) | Kristian Kjelling 9 Håvard Tvedten 7 Frank Løke 6 | Kreuzbleichhalle, St. Gallen Asistență: 3000 |
| 1 februarie 2006 20:15 | 6× 3× 1×                                 | report  | 9× 3×                                             | Kreuzbleichhalle, St. Gallen Asistență: 3000 |

| 2 februarie 2006 15:45 | Serbia și Muntenegru                                         | 30 - 34 | Croația                     | Kreuzbleichhalle, St. Gallen Asistență: 3500 |
| 2 februarie 2006 15:45 | Marko Krivokapić 7 (4) Milorad Krivokapić 5 Momir Ilić 5 (2) | (16-16) | Goran Šprem 9 Ivano Balić 8 | Kreuzbleichhalle, St. Gallen Asistență: 3500 |
| 2 februarie 2006 15:45 | 7× 3× 2×                                                     | report  | 5× 3× 1×                    | Kreuzbleichhalle, St. Gallen Asistență: 3500 |

| 2 februarie 2006 18:00 | Islanda                                                               | 33 - 36 | Norvegia                          | Kreuzbleichhalle, St. Gallen Asistență: 3500 |
| 2 februarie 2006 18:00 | Ólafur Stefánsson 9 (4) Guðjón Valur Sigurðsson 6 Snorri Guðjónsson 5 | (16-14) | Kjetil Strand 19 (8) Frank Løke 7 | Kreuzbleichhalle, St. Gallen Asistență: 3500 |
| 2 februarie 2006 18:00 | 7× 3× 1×                                                              | report  | 7× 3×                             | Kreuzbleichhalle, St. Gallen Asistență: 3500 |

| 2 februarie 2006 20:15 | Danemarca                                                  | 35 - 28 | Rusia                                                    | Kreuzbleichhalle, St. Gallen Asistență: 3500 |
| 2 februarie 2006 20:15 | Michael Knudsen 10 Søren Stryger 6 Lars Christiansen 5 (1) | (13-13) | Vasily Filippov 6 Vitaly Ivanov 5 Eduard Kokcharov 5 (5) | Kreuzbleichhalle, St. Gallen Asistență: 3500 |
| 2 februarie 2006 20:15 | 5× 2×                                                      | report  | 6× 3×                                                    | Kreuzbleichhalle, St. Gallen Asistență: 3500 |

## Runda Finală
|  | Semifinale                  | Semifinale                  |    |                             | Final                       | Final |  |
|  |                             |                             |    |                             |                             |       |  |
|  | 4 February – 14:15 (Zürich) |                             |    |                             |                             |       |  |
|  | Franța                      | 29                          |    |                             |                             |       |  |
|  | Croația                     | 23                          |    |                             |                             |       |  |
|  |                             |                             |    |                             |                             |       |  |
|  |                             |                             |    |                             | 5 February – 16:00 (Zürich) |       |  |
|  |                             |                             |    |                             | Franța                      | 31    |  |
|  |                             | Spania                      | 23 |                             |                             |       |  |
|  |                             |                             |    |                             |                             |       |  |
|  |                             |                             |    |                             |                             |       |  |
|  |                             |                             |    |                             | Finala Mică                 |       |  |
|  | 4 February – 17:00 (Zürich) | 4 February – 17:00 (Zürich) |    | 5 February – 13:30 (Zürich) | 5 February – 13:30 (Zürich) |       |  |
|  | Spania                      | 34                          |    | Croația                     | 27                          |       |  |
|  | Danemarca                   | 31                          |    |                             | Danemarca                   | 32    |  |

| Campionatul European de Handbal Masculin 2006 Franța Primul Titlu |

## Locul 4/5
| 4 februarie 2006 11:45 | Germania                          | 32 - 30 | Rusia                                 | Hallenstadion, Zürich Asistență: 6500 |
| 4 februarie 2006 11:45 | Christian Zeitz 12 Pascal Hens 10 | (16-18) | Eduard Kokcharov 10 (7) Oleg Frolov 7 | Hallenstadion, Zürich Asistență: 6500 |
| 4 februarie 2006 11:45 | 7× 3×                             | report  | 5× 3× 1×                              | Hallenstadion, Zürich Asistență: 6500 |

### Semifinala
| 4 februarie 2006 14:15 | Franța                                                    | 29 - 23 | Croația             | Hallenstadion, Zürich Asistență: 11300 |
| 4 februarie 2006 14:15 | Michael Guigou 10 (6) Jerome Fernandez 5 Bertrand Gille 5 | (12-10) | Mirza Džomba 10 (5) | Hallenstadion, Zürich Asistență: 11300 |
| 4 februarie 2006 14:15 | 6× 3×                                                     | report  | 5× 3×               | Hallenstadion, Zürich Asistență: 11300 |

| 4 februarie 2006 17:00 | Spania                                                | 34 - 31 | Danemarca         | Hallenstadion, Zürich Asistență: 10800 |
| 4 februarie 2006 17:00 | Iker Romero 10 (1) Rolando Urios 5 Albert Rocas 5 (3) | (15-16) | Michael Knudsen 7 | Hallenstadion, Zürich Asistență: 10800 |
| 4 februarie 2006 17:00 | 1× 2×                                                 | report  | 2× 3×             | Hallenstadion, Zürich Asistență: 10800 |

### Finala Mică
| 5 februarie 2006 13:30 | Danemarca                                                | 32 - 27 | Croația                                                  | Hallenstadion, Zürich Asistență: 11000 |
| 5 februarie 2006 13:30 | Blaženko Lacković 6 Mirza Džomba 6 (4) Denis Špoljarić 5 | (16-9)  | Lars Møller Madsen 9 Jesper Jensen 5 Søren Stryger 5 (1) | Hallenstadion, Zürich Asistență: 11000 |
| 5 februarie 2006 13:30 | 5× 2×                                                    | report  | 3×                                                       | Hallenstadion, Zürich Asistență: 11000 |

### Finala
| 5 februarie 2006 16:00 | Spania                           | 23 - 31 | Franța          | Hallenstadion, Zürich Asistență: 11400 |
| 5 februarie 2006 16:00 | Nikola Karabatic 11 Joel Abati 6 | (13-17) | Juanín García 6 | Hallenstadion, Zürich Asistență: 11400 |
| 5 februarie 2006 16:00 | 3×                               | report  | 3× 1×           | Hallenstadion, Zürich Asistență: 11400 |

## Clasament și Statistici

### Clasament Final
|    | Franța               |
|    | Spania               |
|    | Danemarca            |
| 4  | Croația              |
| 5  | Germania             |
| 6  | Rusia                |
| 7  | Islanda              |
| 8  | Slovenia             |
| 9  | Serbia și Muntenegru |
| 10 | Polonia              |
| 11 | Norvegia             |
| 12 | Ucraina              |
| 13 | Ungaria              |
| 14 | Elveția              |
| 15 | Portugalia           |
| 16 | Slovacia             |

| Top marcatori - inclusiv penalty | Top marcatori - inclusiv penalty | Top marcatori - inclusiv penalty | Top marcatori - inclusiv penalty | Top marcatori - inclusiv penalty |
| Locul                            | Jucător                          | Goluri                           | Pen.                             | TMj.                             |
| -------------------------------- | -------------------------------- | -------------------------------- | -------------------------------- | -------------------------------- |
| 1                                | Siarhei Rutenka                  | 51                               | 15                               | 6                                |
| 2                                | Albert Rocas                     | 45                               | 15                               | 8                                |
| 3                                | Eduard Kokcharov                 | 44                               | 27                               | 7                                |
| 4                                | Ivano Balić                      | 43                               | 0                                | 8                                |
| 5                                | Snorri Gudjónsson                | 42                               | 17                               | 6                                |
| 6                                | Nikola Karabatic                 | 40                               | 0                                | 8                                |
| 6                                | Iker Romero                      | 40                               | 8                                | 7                                |
| 6                                | Søren Stryger                    | 40                               | 14                               | 8                                |
| 9                                | Florian Kehrmann                 | 39                               | 5                                | 7                                |
| 9                                | Michael Knudsen                  | 39                               | 0                                | 8                                |

| Top marcatori - numai goluri | Top marcatori - numai goluri | Top marcatori - numai goluri | Top marcatori - numai goluri | Top marcatori - numai goluri |
| Locul                        | Jucător                      | Goluri                       | TMj.                         |                              |
| ---------------------------- | ---------------------------- | ---------------------------- | ---------------------------- | ---------------------------- |
| 1                            | Ivano Balić                  | 43                           | 8                            |                              |
| 2                            | Nikola Karabatic             | 40                           | 8                            |                              |
| 3                            | Michael Knudsen              | 39                           | 8                            |                              |
| 4                            | Siarhei Rutenka              | 36                           | 6                            |                              |
| 5                            | Guðjón Valur Sigurðsson      | 35                           | 6                            |                              |
| 6                            | Florian Kehrmann             | 34                           | 7                            |                              |
| 6                            | Kristian Kjelling            | 34                           | 6                            |                              |
| 8                            | Frank Løke                   | 33                           | 6                            |                              |
| 8                            | Petar Metličić               | 33                           | 8                            |                              |
| 10                           | Iker Romero                  | 32                           | 7                            |                              |
| 10                           | Blaženko Lacković            | 32                           | 8                            |                              |
| 10                           | Sergiy Shel'menko            | 32                           | 6                            |                              |

| Top marcatori - inclusiv penalty | Top marcatori - inclusiv penalty | Top marcatori - inclusiv penalty | Top marcatori - inclusiv penalty | Top marcatori - inclusiv penalty |
| Locul                            | Jucător                          | Goluri                           | Pen.                             | TMj.                             |
| -------------------------------- | -------------------------------- | -------------------------------- | -------------------------------- | -------------------------------- |
| 1                                | Siarhei Rutenka                  | 51                               | 15                               | 6                                |
| 2                                | Albert Rocas                     | 45                               | 15                               | 8                                |
| 3                                | Eduard Kokcharov                 | 44                               | 27                               | 7                                |
| 4                                | Ivano Balić                      | 43                               | 0                                | 8                                |
| 5                                | Snorri Gudjónsson                | 42                               | 17                               | 6                                |
| 6                                | Nikola Karabatic                 | 40                               | 0                                | 8                                |
| 6                                | Iker Romero                      | 40                               | 8                                | 7                                |
| 6                                | Søren Stryger                    | 40                               | 14                               | 8                                |
| 9                                | Florian Kehrmann                 | 39                               | 5                                | 7                                |
| 9                                | Michael Knudsen                  | 39                               | 0                                | 8                                |

| Top marcatori - numai goluri | Top marcatori - numai goluri | Top marcatori - numai goluri | Top marcatori - numai goluri | Top marcatori - numai goluri |
| Locul                        | Jucător                      | Goluri                       | TMj.                         |                              |
| ---------------------------- | ---------------------------- | ---------------------------- | ---------------------------- | ---------------------------- |
| 1                            | Ivano Balić                  | 43                           | 8                            |                              |
| 2                            | Nikola Karabatic             | 40                           | 8                            |                              |
| 3                            | Michael Knudsen              | 39                           | 8                            |                              |
| 4                            | Siarhei Rutenka              | 36                           | 6                            |                              |
| 5                            | Guðjón Valur Sigurðsson      | 35                           | 6                            |                              |
| 6                            | Florian Kehrmann             | 34                           | 7                            |                              |
| 6                            | Kristian Kjelling            | 34                           | 6                            |                              |
| 8                            | Frank Løke                   | 33                           | 6                            |                              |
| 8                            | Petar Metličić               | 33                           | 8                            |                              |
| 10                           | Iker Romero                  | 32                           | 7                            |                              |
| 10                           | Blaženko Lacković            | 32                           | 8                            |                              |
| 10                           | Sergiy Shel'menko            | 32                           | 6                            |                              |

| Campionatul European de Handbal Masculin |
| Portugalia 1994 \| Spania 1996 \| Italia 1998 \| Croația 2000 \| Suedia 2002 \| Slovenia 2004 \| Elveția 2006 \| Norvegia 2008 \| Austria 2010 \| Serbia 2012 \| Danemarca 2014 \| Polonia 2016 \| Croația 2018 \| Austria / Norvegia / Suedia 2020 \| Ungaria / Slovacia 2022 \| Germania 2024 \| Danemarca / Suedia / Norvegia 2026 \| Spania / Portugalia / Elveția 2028                                                                      |
| Campionatul European de Handbal Feminin |
| Germania 1994 \| Danemarca 1996 \| Țările de Jos 1998 \| România 2000 \| Danemarca 2002 \| Ungaria 2004 \| Suedia 2006 \| Macedonia 2008 \| Danemarca / Norvegia 2010 \| Serbia 2012 \| Ungaria / Croația 2014 \| Suedia 2016 \| Franța 2018 \| Danemarca 2020 \| Slovenia / Macedonia de Nord / Muntenegru 2022 \| Austria / Ungaria / Elveția 2024 \| Cehia / Polonia / România / Slovacia / Turcia 2026 \| Danemarca / Norvegia / Suedia 2028 |